# تپه علی جان کتی
تپه علی جان کتی مربوط به هزاره اول - دوران‌های تاریخی پس از اسلام است و در بابل، میر بازار، ۱۱ کیلومتری بابل، جاده بابل به بابلسر واقع شده و این اثر در تاریخ ۲۶ اردیبهشت ۱۳۵۶ با شمارهٔ ثبت ۱۴۰۸ به‌عنوان یکی از آثار ملی ایران به ثبت رسیده است.